# 11690 Carodulaney
11690 Carodulaney eller 1998 FV60 är en asteroid i huvudbältet som upptäcktes den 20 mars 1998 av LINEAR i Socorro County, New Mexico. Den är uppkallad efter Caroline Ann DuLaney.